# مقاطعة برادلي (تينيسي)
مقاطعة برادلي (بالإنجليزية: Bradley County, Tennessee)‏ هي إحدى مقاطعات ولاية تينيسي في الولايات المتحدة. تأسست سنة 1836، وتبلغ مساحتها 859 كم2، بلغ عدد سكانها 98963 نسمة في عام 2010 حسب إحصاء مكتب تعداد الولايات المتحدة وتصل الكثافة السكانية فيها 43 نسمة/كم2.

## أعلام
- هوراس ترينت

## وصلات خارجية
- www.bradleyco.net